# Malvaviscus urticifolius
Malvaviscus urticifolius là một loài thực vật có hoa trong họ Cẩm quỳ. Loài này được (C. Presl) Fryxell mô tả khoa học đầu tiên năm 1987.